# GE Capital
GE Capital is de financiële dienstverleningsdivisie van General Electric, een van de vijf grote divisies.

## Activiteiten
In 2014, had GE Capital zo'n 47.000 werknemers wereldwijd met een totaal aan bezittingen van $363 miljard. Het realiseerde een omzet van $43 miljard en een winst van $7 miljard.
De vijf subdivisies zijn: GE Capital Aviation Services, GE Capital Energy Financial Services, GE Commercial Lending and Leasing, GE Capital Real Estate en GE Capital Consumer.
GE Capital verstrekt kredieten en is actief op het gebied van leasing, maar ook diverse financiële diensten op het gebied van gezondheidszorg, media, communicatie, entertainment, consumenten, vastgoed, en luchtvaart. GE Capital focust met name op kredieten en leascontracten die het op de eigen balans houdt. Dit in tegenstelling tot andere financiële dienstverleners die deze producten op de markt zetten, verpakken (securitisatie) en aan derden te verkopen. Het grootste deel van de activiteiten richt zich op kleine en middelgrote ondernemingen, verspreid over verschillende takken van industrie. Meer dan 70% van de leningen die GE Capital verstrekt zijn onder de $100 miljoen.
De consumententak van GE Capital is ook gediversificeerd qua activiteit en geografische spreiding, met activiteiten in 55 landen.
In april 2015 meldde GE dat het een groot deel van de financiële activiteiten gaat afstoten. Alleen die financiële diensten die een relatie hebben met de industriële activiteiten van GE, zoals bijvoorbeeld de financiering van vliegtuigmotoren, blijven behouden. De toegenomen druk van de toezichthouders op de financiële activiteiten en de lagere waardering door aandeelhouders zijn twee belangrijke redenen voor dit besluit. GE wil dit doel in de komende twee à drie jaar realiseren. In 2014 droegen de financiële activiteiten nog zo’n 40% bij aan de totale winst en dit zal dalen naar ongeveer 25% in 2016.